# مارتن كولار
مارتن كولار (بالتشيكية: Martin Kolář)‏ هو لاعب كرة قدم تشيكي في مركز نصف الجناح، ولد في 18 سبتمبر 1983 في براغ في جمهورية التشيك. شارك مع منتخب جمهورية التشيك تحت 21 سنة لكرة القدم. أما مع النوادي، فقد لعب مع أبولون ليماسول وبوهيميانز 1905 ورويال أندرلخت وستوك سيتي ونادي أجاكسيو ونادي فيسترلو ونادي هلسينغبورغ.

## وصلات خارجية
- مارتن كولار على موقع الاتحاد التشيكي (الإنجليزية)
- مارتن كولار على موقع قاعدة بيانات كرة القدم.إي يو (الإنجليزية)
- مارتن كولار على موقع Soccerway.com (الإنجليزية)
- مارتن كولار على موقع عالم كرة القدم.نت (الإنجليزية)